# Ijaci
Ijaci är en kommun i Brasilien.   Den ligger i delstaten Minas Gerais, i den sydöstra delen av landet, 700 km sydost om huvudstaden Brasília. Antalet invånare är 5 863.
Omgivningarna runt Ijaci är huvudsakligen savann. Runt Ijaci är det ganska glesbefolkat, med 25 invånare per kvadratkilometer.